# 978.º Batallón Antiaéreo Ligero
El 978.º Batallón Antiaéreo Ligero (978. leichte Flak-Abteilung (v)) fue una unidad de la Luftwaffe durante la Segunda Guerra Mundial.

## Historia
Fue formado en abril de 1942 en Francia con:
- Grupo de Estado Mayor/978.º Batallón Ligero Antiaéreo/Nuevo
- 1.ª Escuadra/978.º Batallón Ligero Antiaéreo/Nuevo
- 2.ª Escuadra/978.º Batallón Ligero Antiaéreo desde la 4.ª Escuadra/343.º Batallón de Reserva Antiaérea
- 3.ª Escuadra/978.º Batallón Ligero Antiaéreo desde la 5.ª Escuadra/343.º Batallón de Reserva Antiaérea
- 4.ª Escuadra/978.º Batallón Ligero Antiaéreo/Nuevo

En octubre de 1942 la 3.ª Escuadra/978.º Batallón Ligero Antiaéreo como la 5.ª Escuadra/356.º Batallón Mixto Antiaéreo (RAD), y fue reformada desde la 2.ª Escuadra/978.º Batallón Ligero Antiaéreo (y la 2.ª Escuadra/978.º Batallón Ligero Antiaéreo fue reformada).
Fue disuelto en mayo de 1944:
- 1.ª Escuadra/978.º Batallón Ligero Antiaéreo como la 5.ª Escuadra/599.º Batallón Mixto Antiaéreo
- 2.ª Escuadra/978.º Batallón Ligero Antiaéreo como la 6.ª Escuadra/598.º Batallón Mixto Antiaéreo
- 3.ª Escuadra/978.º Batallón Ligero Antiaéreo como la 5.ª Escuadra/600.º Batallón Mixto Antiaéreo
- 4.ª Escuadra/978.º Batallón Ligero Antiaéreo como la 6.ª Escuadra/599.º Batallón Mixto Antiaéreo

## Servicios
- 1 de febrero de 1943: en Boulogne bajo la 16.ª División Antiaérea (132.º Regimiento Antiaéreo).
- 1 de noviembre de 1943: en París bajo la 13.ª División Antiaérea (59.º Regimiento Antiaéreo).
- 1 de enero de 1944: en Watten bajo la 16.ª División Antiaérea (37.º Regimiento Antiaéreo).
- 1 de febrero de 1944: en Watten bajo la 16.ª División Antiaérea (37.º Regimiento Antiaéreo).
- 1 de marzo de 1944: en Watten bajo la 16.ª División Antiaérea (37.º Regimiento Antiaéreo).
- 1 de abril de 1944: bajo la 16.ª División Antiaérea (11.º Regimiento Antiaéreo).
- 1 de mayo de 1944: bajo la 16.ª División Antiaérea (11.º Regimiento Antiaéreo).